# Sân bay Baden
Sân bay Baden (IATA: FKB, ICAO: EDSB), chính thức là Flughafen Karlsruhe/Baden-Baden, là một sân bay quốc tế ở bang Baden-Württemberg của Đức, 40 km (25 dặm) về phía nam của Karlsruhe, 15 km (9 dặm) phía tây của Baden-Baden và 55 km (35 dặm) phía bắc của Strasbourg, Pháp.
Đến thời điểm 2004, đây là sân bay lớn thứ 2 ở Baden-Württemberg (sau Sân bay Stuttgart), là sân bay lớn thứ 18 ở Đức với 970.000 lượt khách.
Sân bay Baden đã là một sân bay quân sự của Canada CFB Baden-Soellingen, từ năm 1953 đến 1993. 
Đơn vị mới thành lập Baden Airpark GmbH tiếp quản sân bay này năm 1995 và chuyến bay thương mại đầu tiên vào ngày 17 tháng 5 năm 1997 đi Palma de Mallorca, Tây Ban Nha.
Phí taxi đi to Baden-Baden là 24€.

## Các hãng hàng không và các tuyến điểm
- airberlin (Berlin-Tegel, Hamburg)
- Blue Wings (Antalya)
- Hamburg International (Ankara, Fuerteventura, Heraklion, Lanzarote, Las Palmas, Malaga, Palma de Mallorca, Tenerife-South)
- Ryanair (Alicante, Dublin, Girona, London-Stansted, Rome-Ciampino, Stockholm-Skavsta, Valencia)
- Sky Airlines (Antalya)
- SunExpress (Antalya)
- TUIfly (Antalya, Fuerteventura, Heraklion, Las Palmas, Palma de Mallorca, Rhodos, Tenerife-South)
- Tunisair (Monastir)